# Societat Coral Aroma Vallenca
Societat Coral Aroma Vallenca és una societat coral fundada el 1861 a Valls sota la influència del mestre Josep Anselm Clavé. És membre de la Federació de Cors de Clavé. Està formada per uns 30 cantaires i des de 1991 organitza la Trobada de Tardor on hi intervenen com a convidades diverses agrupacions corals i instrumentals d'arreu de Catalunya.
El 1961 va rebre el Fènix de Plata de l'Ajuntament de Valls i el 1988 va rebre les medalles de plata i bronze de la Federació de Cors de Clavé. A nivell internacional, el 1995 va rebre el primer premi del II Festival Coral Orlando di Lasso a Roma, en la categoria de cançó tradicional. Durant la celebració de l'Any Clavé de 1998 s'integrà en la Macrocoral d'homes de les Comarques Tarragonines que enregistrà un disc amb cançons del mestre. I en la celebració de l'Any Clavé de 2000 participà en l'actuació del Palau Sant Jordi que fou retransmesa pel Canal 33 de Televisió de Catalunya. El 2011 va rebre la Creu de Sant Jordi.